# Clevin Hannah
Clevin Hannah né le 15 novembre 1987 à Rochester dans l'État de New York, est un joueur américain naturalisé sénégalais de basket-ball. Il évolue au poste de meneur.

## Biographie
Lors de la saison 2012-2013, il est nommé pour les trophées LNB 2013 dans la catégorie MVP étranger de Pro B, récompense remportée par son coéquipier de l'ALM Évreux Basket Jeremiah Wood. Il est néanmoins reconnu en étant nommé joueur du mois de janvier de Pro B, et, est sélectionné dans l'équipe type étrangère de Pro B 2012-2013.
Le 12 juin 2013, Clevin Hannah signe en Pro A avec Nancy. Éliminé en demi-finale de playoffs avec le club lorrain, il atteint tout de même la finale de la Coupe de France. Il rejoint ensuite l'Espagne à Badalone puis Bilbao.
En 2016, à l'occasion du tournoi de qualification olympique des Jeux de Rio, Clevin Hannah est naturalisé sénégalais.
Après avoir commencé la saison 2016-2017 en Turquie à Büyükçekmece, Clevin Hannah rejoint le club lituanien du Lietuvos rytas le 28 décembre 2016. Il retrouve l'Espagne pour la saison 2017-2018 en signant à Murcie. L'année suivante, il rejoint le club de Gran Canaria engagé en Euroligue. Le 24 juillet 2019, il paraphe un contrat de trois ans avec le club du BC Andorra en Liga Endesa.
En juillet 2022, Hannah signe un contrat de deux ans avec le club madrilène de Fuenlabrada quittant ainsi l'Andorre à la suite de sa relégation en Leb Oro. Il quitte le club espagnol le 24 janvier 2023 pour rejoindre l'Italie et le club de Scafati. Il retrouve l'Espagne dès l'année suivante en signant au Club Menorca Basquet en deuxième division.

## Carrière universitaire
- 2006 - 2007 :  Dragons de Paris Junior College (NJCAA)
- 2007 - 2008 :  Indians de Chipola College (NJCAA)
- 2008 - 2010 :  Shockers de Wichita State (NCAA I)

## Clubs successifs
- 2010 - 2011 :  CSBC Miercurea Ciuc (D1)
- 2011 - 2012 :  Kauhajoen Karhu (Korisliiga)
- 2012 - 2013 :  ALM Évreux Basket (Pro B)
- 2013 - 2014 :  SLUC Nancy  (Pro A)
- 2014 - 2015 :  FIATC Joventut (Liga Endesa)
- 2015 - 2016 :  Bilbao Basket (Liga Endesa)
- 2016 :  Büyükçekmece Basketbol (TBL)
- 2017 :  Lietuvos rytas (LKL)
- 2017 - 2018 :  UCAM Murcie (Liga Endesa)
- 2018 - 2019 :  CB Gran Canaria (Liga Endesa)
- 2019 - 2022 :  BC Andorra (Liga Endesa)
- 2022 :  Baloncesto Fuenlabrada (Liga Endesa)
- jan 2023 - 2023 :  Scafati Basket (LegA)
- Depuis 2023 :  Club Menorca Basquet (LEB Oro)

## Palmarès
- Finaliste de la Coupe de France 2014 (SLUC Nancy)
- Afrobasket 2017 (Sénégal)
- Troisième du Final Four de la Ligue des Champions 2018 (UCAM Murcie)

## Récompenses
- Joueur du mois (Janvier) de Liga Endesa (saison 2017-2018).
- Joueur du mois (Janvier) de Pro B (saison 2012-2013).
- Sélectionné dans l'équipe étrangère idéale de Pro B 2012-2013.